# 我內心的糟糕念頭
《我內心的糟糕念頭》，簡稱我心危（ Bokuyaba），是櫻井紀雄創作的日本漫畫，在秋田書店旗下的漫畫網站「Manga Cross」上連載。敘述個性陰沉的中二病少年市川京太郎與開朗的美少女山田杏奈這兩人之間的戀愛喜劇。

## 概要
本作開始連載於秋田書店旗下《週刊少年Champion》的2018年第15號，其後同年4月改於同公司旗下的漫畫網站「Champion Cross」上連載。同年7月，在秋田書店將「Champion Cross」和同公司另一漫畫網站「Champion Tap!」合併為「Manga Cross」後，本作改於「Manga Cross」上連載。
本作獲得《這本漫畫真厲害！2019》男生篇的第3名以及漫畫大獎2019的第11名。在下一部人氣漫畫大賞的網絡漫畫類別中，2019年得第5名，2020年得第1名。截至2024年9月，累積銷量超過550萬卷。

## 角色列表
声优名单取自动画官网。

### 主要角色
市川京太郎（聲：堀江瞬）
留着遮住右眼的長劉海的陰沉少年。故事一開始是2年3班學生，升上三年級時是3年1班，學習成績優異，只差萌子一點。家庭成員有父母和一個姐姐（升上國三時，姐姐大學三年級）。生日是3月26日。重度中二病，性格內向，在學校裡沒有朋友，被同學小林描述為講話像掛著軟趴趴的對話框。休息時間總是一個人看諸如《殺人大百科》一類的獵奇書籍，也會構想暗黑幻想作品。原本抱着殺死同班美少女山田杏奈的妄想，不過偶然在圖書館與之交談後，開始對她抱有好感，後來與她成為準情侶關係。
行動力很強，做事非常果斷。在漫畫第57畫中描寫到，小學時自視甚高的京太郎，報考私校卻落榜，就此與兩位好友（木下與高野有考上私校）分開，升上國中後封閉內心，上學時觀看獵奇書籍是因為這樣得以輕易將他人的不接觸/冷漠怪罪到獵奇書籍上，卻在杏奈的溫柔下逐漸卸下這層保護色盔甲。在得知杏奈為了參加3年級的修學旅行而放棄已通過兩次的《君色八度》試鏡時，於鳥居下向其告白並且讓她回去試鏡，第三天一早杏奈前往《君色八度》試鏡之後回到圖書館與他碰面並回應告白，開始交往。
視《君色八度》的男主角「濁川」（聲：福山潤）為理想的男性形象。每當市川陷入掙扎時；「濁川」就會冒出來告誡自己。後來更出現代表市川慾望的「路西法濁川」。
山田杏奈（聲：羊宮妃那）
京太郎的同班同學，學校第一的美少女。故事一開始是2年3班學生，升上三年級時是3年1班，身材高挑（國二時171.9公分、國三時172公分），發育良好，生日是9月10日。擔任雜誌的模特兒，藝名為「秋野杏奈」。性格開朗自信，表裡如一，不耍心機，亦不擅長說人壞話，有點天然呆、愛開玩笑與冒失。與成熟的外表相反，有著非常孩子氣的一面，很愛哭，也很愛撒嬌。喜歡親近知心的人，容易因京太郎稱讚其他女生而吃醋，占有欲很強，但也很好哄，一旦喜歡上就會積極大膽地接近對方。喜歡的運動是籃球，小學時就開始參加籃球部。上初中後因模特兒的工作而很少去社團，後因被籃球砸到鼻子受傷而退社。和班上的朋友關係也很好，女生間經常貼貼，很貪吃。因為好友小林千尋對零食過敏，因此總是躲在圖書館偷吃，即使圖書館貼著禁止飲食的公告。遇到京太郎的家人時會很主動的要去打招呼，但幾乎都被他阻止。與京太郎牽手時會死命牢牢的將他的手掌牽住。2年級時與京太郎成為準情侶關係，稱京太郎為京。3年級的修學旅行第二天被京太郎於鳥居下告白後，第三天一早前往《君色八度》試鏡，之後回到圖書館與京太郎碰面，回應京太郎的告白，開始交往。

### 學校
小林千尋（聲：朝井彩加）
2年級和3年級與京太郎同班的女學生，是山田最好的閨蜜，籃球部的得分好手。個性遲鈍對戀愛的敏感度為0，完全沒發覺山田與市川互相喜歡。患有零食過敏症。
關根萌子（聲：潘惠美）
2年級和3年級與京太郎同班的女學生，山田友好的閨蜜，京太郎的朋友。有著辣妹的打扮且說話輕浮，實際上學習成績名列前茅。
是班上第一個發現市川與山田在互相喜歡的女學生，因而時常默默撮合兩人。
是繼山田外在班上第一個與市川關係不錯的女學生。
吉田芹那（聲：種崎敦美）
2年級和3年級與京太郎同班的女學生，山田的閨蜜。看似不良少女，實際上意志堅強且富有同情心的女孩，夢想是擔任美髮師。
足立翔（聲：岡本信彦）
2年級與京太郎同班的男學生。經常和同學說黃色笑話。有時會對身旁的女同學有莫名好感。時常與京太郎聊天，兩人的關係不錯。
神崎健太（聲：佐藤元）
2年級和3年級與京太郎同班的光頭男學生。加入社團為棒球社，與朴實無華的外表相反，經常和同學說黃色笑話，性癖怪異。與原穗乃香交往中，容易因穗乃香被其他男生稱讚而死命吃醋。時常與京太郎聊天，兩人的關係不錯。
是班上第一個知道市川喜歡山田的男同學，時常鼓勵他去追求屬於自己的幸福。
太田力（聲：福島潤）
2年級與京太郎同班的肥胖男學生。經常和同學說黃色笑話。時常與京太郎聊天，兩人的關係不錯。
原穗乃香（聲：豐崎愛生）
2年級與京太郎同班的豐滿女學生。受到神崎的青睞並與他交往中。
在可愛的外表下，藏有一個容易腹黑的人格，一旦腹黑起來連神崎都會感到極度恐懼。
南條晴矢（聲：島崎信長）
比市川大一屆的前輩；在學校十分受歡迎。多次用輕浮的手段試圖接近山田，以期與她交往，但總是被她的朋友阻擋；也因此市川不喜歡他，稱其為「搭訕學長」。
前足球社員。小學曾經是足球選拔隊員。但未來不打算往職業發展。
在畢業時於健保室向山田告白被拒絕。
金生谷倫（聲：芹澤優）
曾與山田、吉田一起上同一所小學，與吉田關係很好。體育課曾不小心弄傷山田的鼻子，與吉田吵架鬧彆扭，後二人在圖書室和好。
間宮（聲：朝日奈丸佳）
南條晴矢的女伴，約會多次，但不是女朋友，看上去很在意南條。畢業典禮前一天向南條告白，但被拒絕。
安堂環奈（聲：井口裕香）
與市川、山田同3年1班的女學生，特征是黑色口罩和雙馬尾。性格相當開朗，在有情侶成立的場合時會用快閃來表示慶祝。
半澤百合音（聲：上田麗奈）
與市川、山田同3年1班的女學生，跟安堂環奈是老朋友，無口，實際上卻有著對戀愛相關感興趣的意外一面。
是繼山田與萌子外在班上第二個與市川關係不錯的女學生，常因環奈要對他做快閃慶祝而跑去提醒他逃跑。
鵠沼直（聲：梶裕貴）
與市川、山田同3年1班外表凶狠的男學生。覺得市川意外地有膽量。
前田老師（聲：乃村健次）
2年3班的導師及體育老師。對班上的學生照顧有加。
守屋老師（聲：名塚佳織）
3年1班市川和山田班主任。非常有活力。

### 家人
市川香菜（聲：田村由香里）
京太郎的姊姊，隸屬於輕音樂社的女大學生。對弟弟寵愛有加。
常對京太郎稱自己是社交達人，但個性遲鈍且古怪，且在杏奈面前常露出猥瑣的笑容，因而常被吐槽。
市川的母親（聲：西村千奈美）
京太郎和香菜的媽媽，稱呼京太郎為“小京”。在三方會談的等待期間意外遇見杏奈，因而對她很在意。官方年齡設定為46歲。
在杏奈到家中慶祝京太郎的生日時特意在拿出蛋糕時把歌曲祝你生日快樂改成結婚進行曲。
市川的父親（聲：中野裕斗）
京太郎和香菜的父親，大學教授。在家中較為沉默寡言。官方年齡設定為59歲。
市川的祖母（聲：鳳芳野）
京太郎與香菜的祖母。住在秋田縣。
山田的母親／山田早苗（聲：皆口裕子）
杏奈的媽媽。看上去有著“THE教育媽媽”的冷酷的一面，實際性格溫柔並常為杏奈綁頭髮，鼓勵杏奈盡量自我探索，多方嘗試。官方年齡設定為41歲。
山田的父親／山田孝幸（聲：細谷佳正）
杏奈的爸爸，法式料理店廚師。有著高大的身形，給京太郎留下了深刻的第一印象。性格看似冷酷，實則很溫柔，嗜好是打電動。官方年齡設定為39歲。
足立的母親（聲：佐藤花）
翔的媽媽。看上去很像不良少女，隨身衣物等幾乎都是金色或豹紋的，在三方會談完時因翔的成績太低而將他罵到臭頭，領有護理師執照。雖然外表上看起來對翔很嚴格，但實際上卻很寵愛他，時常教他有喜歡的女同學就要放手去追求。

### 山田工作相關角色
諏訪祐希（聲：齋賀光希）
山田杏奈的擔當經紀人。雖然兩眼眼神無光像是變色龍的眼睛，給人一種可怕的印象，但對山田卻以監護人的態度對待。
香田妮可（聲：土屋李央）
山田所憧憬的19歲人氣模特。
私底下是單推山田的偶像宅，網名「豬頭人」。

## 出版書籍

### 漫画
| 卷數 | 秋田書店      | 秋田書店                                                | 東立出版社                    | 東立出版社                                                  |
| 卷數 | 發售日期      | ISBN                                                    | 發售日期                      | ISBN                                                        |
| ---- | ------------- | ------------------------------------------------------- | ----------------------------- | ----------------------------------------------------------- |
| 1    | 2018年12月7日 | ISBN 978-4-253-22615-8                                  | 2020年9月14日                 | ISBN 978-957-26-5217-6                                      |
| 2    | 2019年9月6日  | ISBN 978-4-253-22616-5                                  | 2021年4月15日                 | ISBN 978-957-26-5218-3                                      |
| 3    | 2020年6月8日  | ISBN 978-4-253-22617-2 ISBN 978-4-253-22618-9（特裝版） | 2022年7月7日                  | ISBN 978-957-26-7708-7                                      |
| 4    | 2021年2月8日  | ISBN 978-4-253-22619-6 ISBN 978-4-253-22620-2（特裝版） | 2023年5月4日                  | ISBN 978-957-26-9460-2                                      |
| 5    | 2021年7月8日  | ISBN 978-4-253-22667-7 ISBN 978-4-253-22666-0（特裝版） | 2023年11月30日                | ISBN 978-626-360-394-3                                      |
| 6    | 2022年1月7日  | ISBN 978-4-253-22669-1 ISBN 978-4-253-22668-4（特裝版） | 2024年3月14日                 | ISBN 978-626-02-0552-2                                      |
| 7    | 2022年8月8日  | ISBN 978-4-253-22684-4 ISBN 978-4-253-22670-7（特裝版） | 2024年5月13日 2024年5月20日   | ISBN 978-626-02-0906-3（首刷限定版） ISBN 978-626-02-0553-9 |
| 8    | 2023年3月8日  | ISBN 978-4-253-22685-1 ISBN 978-4-253-22967-8（特裝版） | 2024年7月1日 2024年7月8日     | ISBN 978-626-02-1391-6（首刷限定版） ISBN 978-626-02-0753-3 |
| 9    | 2023年11月8日 | ISBN 978-4-253-22969-2 ISBN 978-4-253-22968-5（特裝版） | 2024年11月21日 2024年11月28日 | ISBN 978-626-02-2345-8（首刷限定版） ISBN 978-626-02-0754-0 |
| 10   | 2024年4月8日  | ISBN 978-4-253-28476-9 ISBN 978-4-253-22970-8（特裝版） | 2025年2月6日                  | ISBN 978-626-02-2346-5（首刷限定版） ISBN 978-626-02-2344-1 |
| 11   | 2024年11月8日 | ISBN 978-4-253-28477-6 ISBN 978-4-253-28478-3（特裝版） |                               |                                                             |
| 12   | 2025年6月6日  | ISBN 978-4-253-28480-6 ISBN 978-4-253-28479-0（特裝版） |                               |                                                             |

### 其他
- ，秋田书店，2023年10月6日發售[48]，ISBN 978-4-253-10112-7

- 望公太（著）、sune（插圖）《小說 我內心的糟糕念頭》，KADOKAWA，2024年9月25日發售[8]，ISBN 978-4-04-684008-0

## 外部連結
漫畫
- 漫畫連載網站（日語）
- 漫畫的X（前Twitter）（日語）
- 作者的X（前Twitter）（日語）
- 作者上傳於Twitter的合集（日語）